# Meoma
Meoma är ett släkte av sjöborrar som först beskrevs av Gray 1851.  Meoma ingår i familjen lyrsjöborrar.

## Arter
- Meoma antiqua (Arnold & H.L. Clark, 1927)
- Meoma cadenati (Madsen, 1957)
- Meoma caobaensis (Sánchez Roig, 1952)
- Meoma frangibilis (Chesher, 1970)
- Meoma ventricosa (Lamarck, 1816)